# Paul Păltănea
 (juin 2023).
La mise en forme du texte ne suit pas les recommandations de Wikipédia : il faut le « wikifier ».
Les points d'amélioration suivants sont les cas les plus fréquents. Le détail des points à revoir est peut-être précisé sur la page de discussion.
- Les titres sont pré-formatés par le logiciel. Ils ne sont ni en capitales, ni en gras.
- Le texte ne doit pas être écrit en capitales (les noms de famille non plus), ni en gras, ni en italique, ni en « petit »…
- Le gras n'est utilisé que pour surligner le titre de l'article dans l'introduction, une seule fois.
- L'italique est rarement utilisé : mots en langue étrangère, titres d'œuvres, noms de bateaux, etc.
- Les citations ne sont pas en italique mais en corps de texte normal. Elles sont entourées par des guillemets français : « et ».
- Les listes à puces sont à éviter, des paragraphes rédigés étant largement préférés. Les tableaux sont à réserver à la présentation de données structurées (résultats, etc.).
- Les appels de note de bas de page (petits chiffres en exposant, introduits par l'outil «  Source ») sont à placer entre la fin de phrase et le point final[comme ça].
- Les liens internes (vers d'autres articles de Wikipédia) sont à choisir avec parcimonie. Créez des liens vers des articles approfondissant le sujet. Les termes génériques sans rapport avec le sujet sont à éviter, ainsi que les répétitions de liens vers un même terme.
- Les liens externes sont à placer uniquement dans une section « Liens externes », à la fin de l'article. Ces liens sont à choisir avec parcimonie suivant les règles définies. Si un lien sert de source à l'article, son insertion dans le texte est à faire par les notes de bas de page.
- La présentation des références doit suivre les conventions bibliographiques. Il est recommandé d'utiliser les modèles {{Ouvrage}}, {{Chapitre}}, {{Article}}, {{Lien web}} et/ou {{Bibliographie}}. Le mode d'édition visuel peut mettre en forme automatiquement les références.
- Insérer une infobox (cadre d'informations à droite) n'est pas obligatoire pour parachever la mise en page.

Pour une aide détaillée, merci de consulter Aide:Wikification.
Si vous pensez que ces points ont été résolus, vous pouvez retirer ce bandeau et améliorer la mise en forme d'un autre article.
 (juin 2023).
Paul Păltănea (né le 25 juin 1924, Bucarest - mort le 25 janvier 2008, Galaţi [en roumain : Galați]) était un historien roumain. Il était connu comme un chercheur exceptionnel, auteur d'ouvrages scientifiques, docteur en histoire, lauréat de l'Académie Roumaine et membre de l'Académie internationale de généalogie à Paris, auteur de la monographie « Histoire de la ville de Galaţi depuis ses origines jusqu'en 1918 », une œuvre monumentale appréciée comme l'une des meilleures monographies écrites en Roumanie.

## Biographie

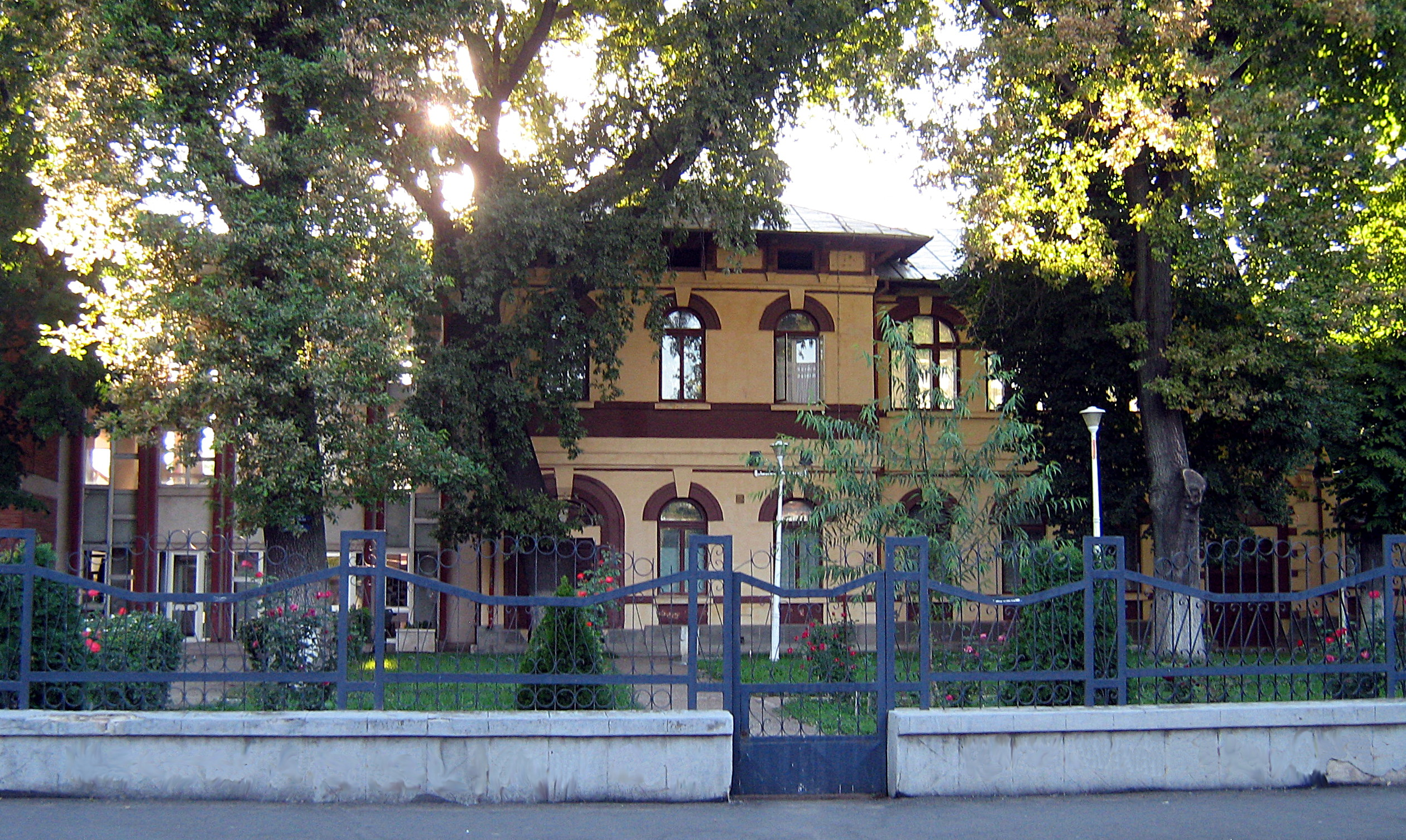
L'ancien Lycée « Vasile Alecsandri », actuellement Collège National « Vasile Alecsandri »

Né à Bucarest, le 25 juin 1924, Paul Păltănea passa son enfance à Galaţi (en roumain : Galați), où sa famille, manquant trop de possibilités matérielles, s'était installée. Il y fréquente l'école primaire (1931-1935) puis le lycée « Vasile Alecsandri » (1935-1943), où il apprend, parmi tant d'autres valeurs et connaissances, le respect du passé et l'amour de sa ville d'adoption. En 1943, dans le tumulte de la Seconde Guerre mondiale dans laquelle la Roumanie est également impliquée, il est admis à la spécialisation en histoire de la Faculté des lettres et de philosophie de l'Université de Bucarest. Il a ainsi eu l'occasion d'écouter les cours des grands historiens roumains tels que Gheorghe I. Brătianu, Constantin C. Giurescu ou Ion Nestor. La période agitée, précédant la Seconde Guerre mondiale, au cours de laquelle il fréquenta l'université, l'a influencé, dont l'éducation fut dans l'esprit de  « la confiance dans la nation roumaine, dans ses valences », l'amenant à adopter une attitude active, par participer à de grandes manifestations étudiantes, comme celle de mars 1944, en soutien aux efforts de reconquête de la Transylvanie, aux actions anticommunistes organisées à la Faculté d'histoire par le Parti national paysan, ou à la manifestations en hommage au roi Michel Ier sur la Place du Palais, les 8 novembre 1945 et 10 mai 1946. Ces activités pendant la période étudiante, ainsi que la collaboration à l'élaboration de quelques notes de protestation adressées au ministère de l'Éducation nationale, ainsi qu'une dénonciation, dans laquelle il était catalogué comme sympathisant de la Garde de fer et membre de le Parti national paysan de Iuliu Maniu, a conduit à son inclusion dans la fausse appartenance politique d'un membre de la Garde de fer et par conséquent, lors de sa première arrestation, le 17 mai 1948, à son incarcération au Pénitencier de Galaţi. Il a été libéré, après une prolongation de 12 mois de la « peine administrative », le soir du Nouvel An 1953, après quatre ans de calvaire. Les amitiés cultivées pendant la première période de détention sont devenues la raison de la deuxième arrestation, le 17 avril 1959, suivie le 27 août 1959 par la condamnation à 18 ans de travaux forcés et d'incarcération au pénitencier de Galaţi. En septembre de la même année, il est arrivé à la prison d'Aiud, où il est resté pendant près de cinq ans, jusqu'à ce qu'il soit gracié le 27 juillet 1964. À sa libération d'Aiud, en 1964, il a été affecté au musée d'histoire de Galaţi. Passant environ une décennie dans les prisons communistes (1948-1952 et 1958-1964), il rencontra Valeriu Gafencu, Mircea Vulcănescu, Ernest Bernea, Radu Gyr, Petre Țuțea, Nichifor Crainic et de nombreux autres intellectuels importants, également victimes de la politique stalinienne.

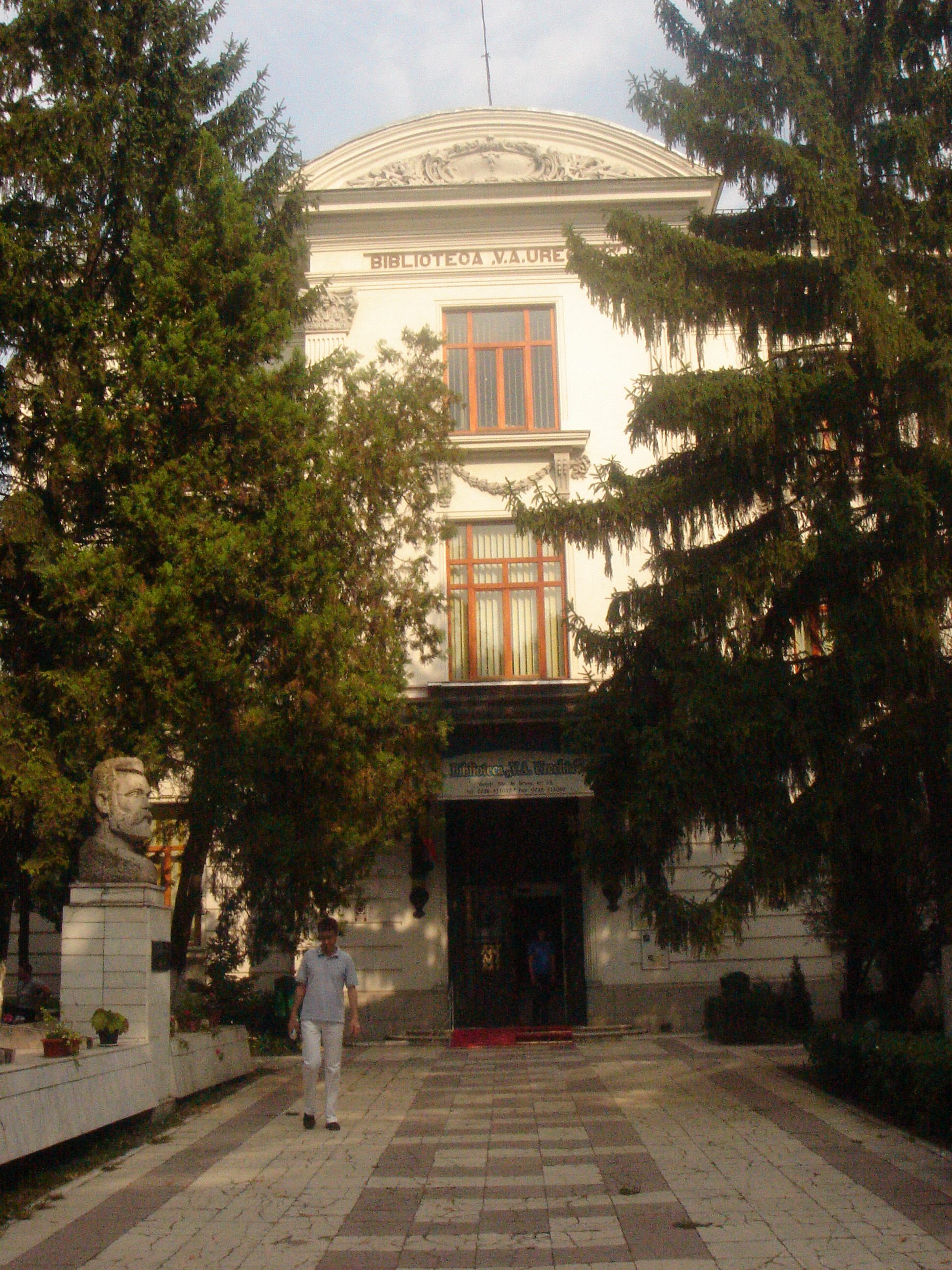
Bibliothèque "V.A. Urechia" à Galați

Paul Păltănea était un homme de culture au vrai sens du terme. Il a été enseignant, ouvrier, commis, muséographe et, pendant un certain temps, bibliothécaire au Bibliothèque départementale « V.A. Urechia » à Galaţi. Après sa retraite, l'académicien Păltănea a franchi presque quotidiennement le seuil de la bibliothèque, mais aussi de la branche des Archives de l'État, où sa passion pour l'histoire de Galaţi l'a attiré.
C'était une véritable encyclopédie vivante, il connaissait l'histoire des familles de Galaţi et pas seulement cela, mais aussi l'histoire des bâtiments, des rues, des monuments, et c'est souvent lui qui sortait un jeune chercheur d'une impasse, à qui il adressé, en signe de respect, l'appellation "collègue"
Il a été l'un des membres fondateurs de l'Institut roumain de généalogie et d'héraldique « Sever Zotta » à Iasi, créé en 1999. Ces dernières années, Paul Păltănea était le président de la section de Galaţi de l'Association des anciens détenus politiques de Roumanie. Il a reçu le titre de citoyen d'honneur de la municipalité de Galaţi. Par une décision gouvernementale de décembre 2014, le nom du musée d'histoire de Galaţi a été changé en musée d'histoire « Paul Păltănea ».

### Études

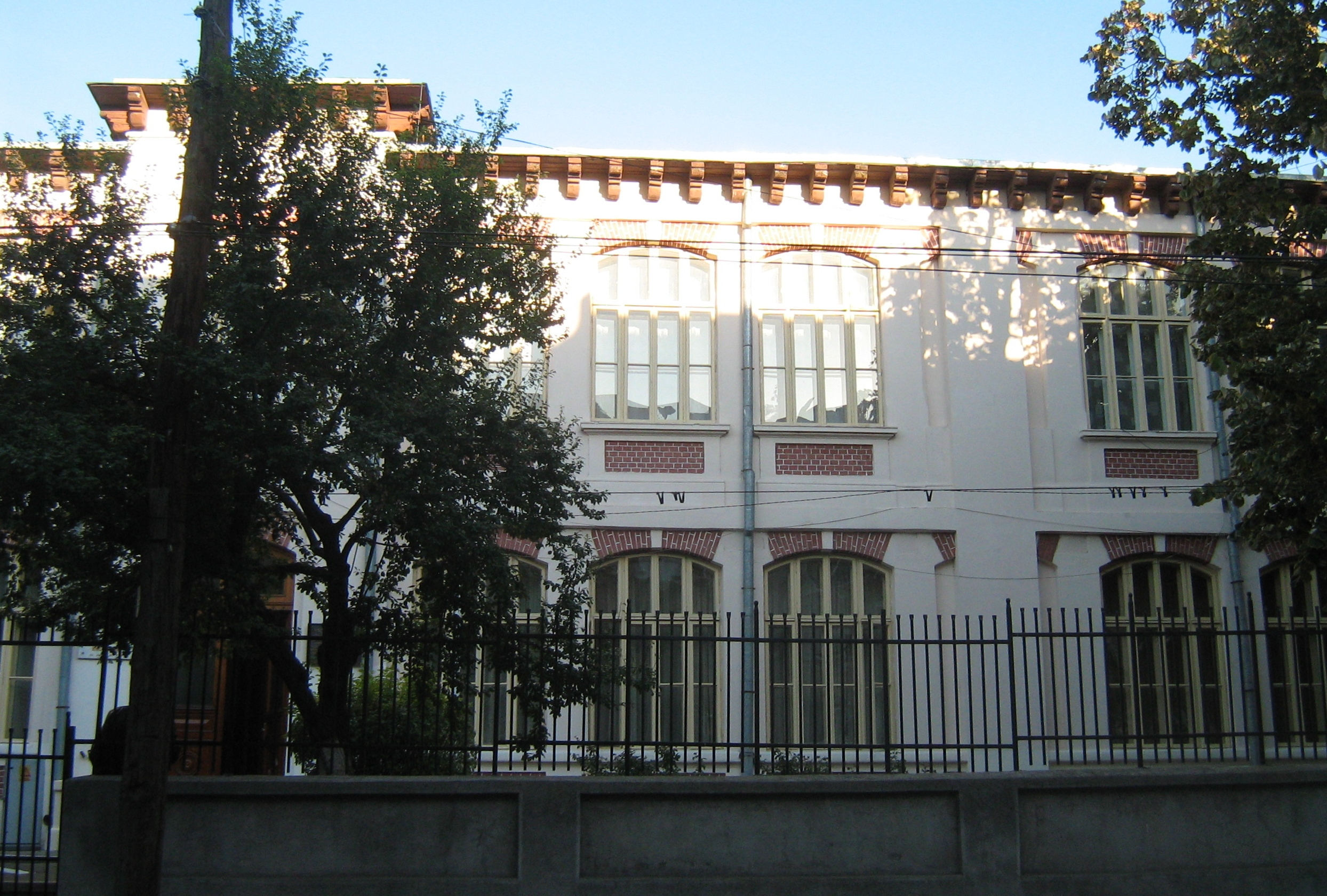
L'ancienne école de garçons no. 1, en fait l'école secondaire no. 24 « Saints Archanges Michel et Gabriel » à Galați

- École des garçons non. 1, l'actuelle école secondaire no. 24 « Saints Archanges Michel et Gabriel » de Galaţi (1931-1935);
- Lycée « Vasile Alecsandri » à Galaţi (1935-1943) ;
- La Faculté des Lettres et de Philosophie de l'Université de Bucarest, section Histoire, où il eut comme professeurs : Nicolae Bănescu(ro) (Byzantinologie), Gheorghe I. Brătianu (Histoire Universelle), Constantin C. Giurescu(ro) (Histoire roumaine), Ion Hudiță(ro) (History of Diplomacy), Ion Nestor(ro) (Prehistoric Archaeology), Victor Papacostea(ro) (History of the Balkan Peoples with special regard to Romanians from the South of the Danube), Theofil Sauciuc-Săveanu(ro) (Ancient History), Ion D. Ștefănescu(ro) (History of the Arts) (1943-1947);
- a passé l'examen d'État à la session de 1957[2].

### Titres scientifiques
- Docteur en histoire à l'Université de Bucarest, avec la thèse « Histoire de la ville de Galaţi des temps les plus reculés à 1918 » (21 décembre 1973), son titre étant reconnu bien plus tard (7 janvier 1992)[2].

### Activité socioprofessionnelle
- pendant la période étudiante, il a collaboré à la préparation de notes de protestation adressées au ministère de l'Éducation nationale et s'est occupé (avec Vladimir Diculescu) de l'organisation et de l'activité de la « Société des étudiants pour les études historiques » à la Faculté d'histoire à Bucarest (1945);
- il était l'un des étudiants qui ont aidé l'historien et archéologue Grigore Florescu(ro), professeur à l'Université de Bucarest, pour poursuivre les travaux de Vasile Pârvan sur la recherche archéologique des ruines de Capidava (1945);
- professeur suppléant d'histoire au lycée Unique de la commune de Barcea, județ de Galați (déc. 1947 - mai 1948);
- il a été arrêté par la police secrète à Galaţi et emprisonné, sans avoir reçu de condamnation légale (17 mai - 13 sept.1948) ;
- il a été condamné administrativement à deux ans de prison, exécuté dans la  prison d'Aiud (depuis le 15 septembre 1948) et la prison d'Ocnele Mari (depuis le 15 décembre 1948);
- sa peine a été prolongée, par une nouvelle peine administrative de deux ans, exécutée dans le camp de travaux forcés à « Capul Midia » (« Canalul Poarta Albă-Midia Năvodari »(ro)), dans les brigades « punies » (12 déc. 1950 - 30 déc. 1952);
- après la libération, il n'a pas été accepté dans l'enseignement, étant employé comme ouvrier non qualifié à la coopérative artisanale « Higiena » puis transféré à la coopérative « Reconstrucția » de Galați (1953-1957);
- professeur à l'école générale de la commune de Văcăreni, județ de Tulcea (1957- avril 1959);
- arrêté à nouveau, en avril 1959, sous l'inculpation d'« atteinte au régime démocratique », il est détenu au pénitencier de Galaţi et condamné le 29 août à 18 ans de travaux forcés et 8 ans de dégradation civique (17 avr. - 25 sept. 1959);
- emprisonné par les autorités communistes dans la prison d'Aiud, il est libéré 5 ans plus tard (sept. 1959 - 29 juil. 1964);
- employé comme restaurateur (à partir d'avril 1965), puis comme muséographe (à partir de janvier 1966) au Musée départemental d'histoire de Galaţi (1965-1974);
- employé comme bibliothécaire principal à la bibliothèque « V.A. Urechia » à Galați (mars 1974 - 1er avril 1990);
- il a participé avec des articles scientifiques à des symposiums et des conférences nationales;
- il organise des expositions de livres, parmi lesquelles : « Galaţi dans les œuvres littéraires étrangères » (en collaboration avec Sorina Codreanu, 1972); « Les villes européennes dans la gravure des XVIe – XIXe siècles » (en collaboration avec Veluţa Făgurel, 1983); « L'union de tous les Roumains » (en collaboration avec Nedelcu Oprea, 1983) ;
- membre du comité de rédaction du magazine « Porto-Franco » à Galați;
- il a enseigné l'histoire à la faculté d'histoire de Cahul, République de Moldova[2].

### Affiliations
- membre et président de la « Société des étudiants en études historiques » (1947);
- membre du groupe étudiant Galaţi du Parti national libéral (1945);
- membre fondateur de la Fondation « Collegium Vasile Alecsandri » (1992);
- membre fondateur et membre du « Conseil Scientifique » de l'Institut Roumain de Généalogie et d'Héraldique "Sever Zotta" à Iași (1999);
- membre de la « Société des Sciences Historiques » de Roumanie;
- membre de l'Académie internationale de généalogie à Paris (2007) ;
- membre et président (2003-2005) de la branche Galați de l'« Association des anciens détenus politiques »[2].

### Ouvrages
- « Mihail Voievod - domn al Țării Românești, al Ardealului și a toată țara Moldovei », Galați, 1975
- « Viața lui Costache Negri », Iași, 1985
- « Istoria orașului Galați de la origini până la 1918 », Ed. Porto-Franco, Galați, 1994 - œuvre récompensée par le prix « A. D. Xenopol » de l'Académie Roumaine
- « Neamul logofătului Costache Conachi », Ed. Albatros, Bucarest, 2001
- « Peceți ștefăniene la Dunărea de Jos », Galați, 2004

### Prix
- Le prix « Costache Negri » de l'« Association Pro-Bessarabie et Bucovine » pour des recherches exceptionnelles sur la vie et l'œuvre de Costache Negri (1992);
- Le prix « A.D. Xenopol » de l'Académie roumaine pour l'ouvrage « Histoire de la ville de Galați depuis ses origines jusqu'en 1918 » (1994);
- Le Prix « Ion I. Nistor », de la Fondation Culturelle « Magazin Istoric » (1996);
- Le prix de la revue « Dunărea de Jos », pour la contribution apportée, en 2005, à l'histoire du județ de Galați (2006);
- Ordre « St. André l'Apôtre », décerné par P.S. Casian Crăciun, archevêque du Bas-Danube (2006);
- Prix d'Excellence pour l'activité menée en 2006 en tant qu'« explorateur du Tunnel du Temps à la recherche des villages perdus », du magazine « Dunărea de Jos » (2007)[2].

### Articles publiés
- « Acţiunea », en roumain : Acțiunea
- « Acta Musei Napocensis »,
- « Actualitatea pe Dunăre »,
- « Almanahul revistei „Dunărea de Jos” »,
- « Antares »,
- « Anuar: Episcopia Dunării de Jos »,
- « Anuar de lingvistică şi istorie literară. Seria A »,
- « Anuarul Institutului de Istorie şi Arheologie „A.D. Xenopol” Iaşi »,
- « Anuarul Institutului de Istorie Naţională Cluj », en roumain : Anuarul Institutului de Istorie Națională Cluj
- « Arheologia Moldovei »,
- « Ateneu »,
- « Biblioteca, Biserică, misiune, slujire »,
- « Buletin cultural »,
- « Buletinul Camerei de Comerţ şi Industrie Galaţi », en roumain : Buletinul Camerei de Comerț şi Industrie Galați
- « Buletinul Fundației Urechia »,
- « Buletinul monumentelor istorice »,
- « Caietele Bălcescu »,
- « Carpica »,
- « Călăuză ortodoxă »,
- « Cercetări istorice »,
- « Cronica »,
- « Dacia literară »,
- « Danubius »,
- « Dominus »,
- « Dunărea »,
- « Dunărea de Jos »,
- « Evenimentul gălățean »,
- « Foi pentru minte și suflet »,
- « Galaţi Post », en roumain : Galați Post
- « Îndrumătorul cultural »,
- « Limba română »,
- « Literatură și artă »,
- « Magazin istoric »,
- « Manuscriptum »,
- « Moldova suverană »,
- « Opinia »,
- « Pagini dunărene »,
- « Partener »,
- « PortoFranco »,
- « Revista bibliotecilor »,
- « Revista de istorie »,
- « Revista de istorie şi teorie literară », en roumain : Revista de istorie și teorie literară
- « Revista istorică »,
- « Revista muzeelor »,
- « România literară »,
- « Studia et acta Musei Nicolae Bălcescu »,
- « Studii şi articole de istorie », en roumain : Studii și articole de istorie
- « Studii şi cercetări de istoria artei. Seria Teatru, muzică, cinematografie », en roumain : Studii și cercetări de istoria artei. Seria Teatru, muzică, cinematografie
- « 7 Zile »,
- « Școala gălăţeană », en roumain : Școala gălățeană
- « Viaţa liberă », en roumain : Viața liberă
- « Viaţa nouă[2]. en roumain : Viața nouă

### Avis critiques

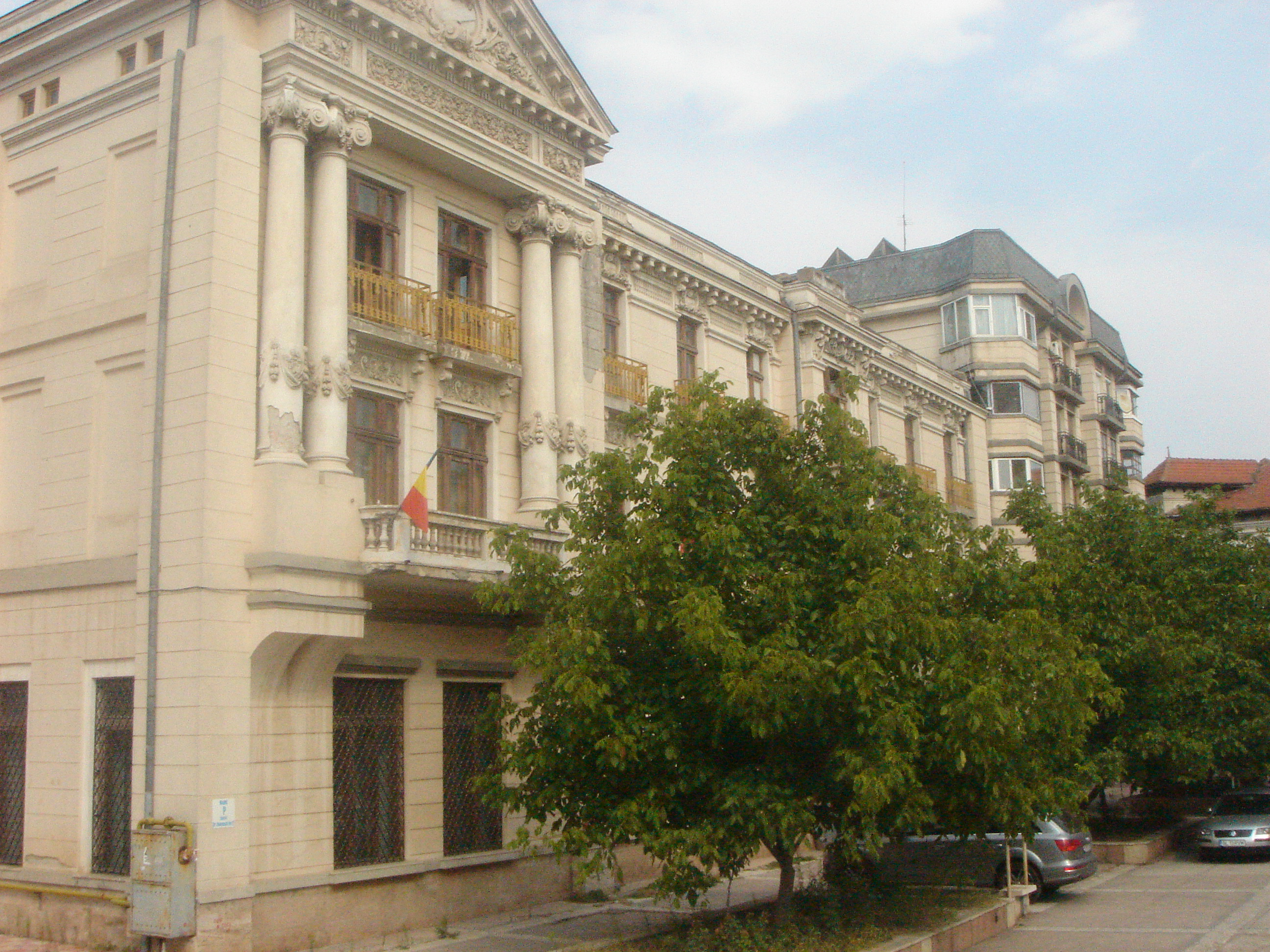
Le Musée d'Histoire «Paul Păltănea» à Galați

« Paul Păltănea, fils de sa ville - Galati, engagé dans une action dont nous connaissons parfaitement les risques, a réussi à ajouter au port danubien un édifice à la mesure de son importance et de son développement contemporain. Il a construit sa construction sur une information documentaire qui se veut - et est même apparemment - exhaustive, à laquelle il a ajouté une méthode scientifique rigoureuse et une expérience de recherche mûre dans la discipline qu'il sert avec une probité et une passion exemplaires. » — l'académicien Gheorghe Platon
« L'œuvre de Paul Păltănea est une réalisation remarquable. Son style est clair et fluide; la lecture se fait avec plaisir. » — académicien Constantin C. Giurescu
« Le long effort, le talent de recherche, les informations très riches et la passion inextinguible de Paul Păltănea ont trouvé leur matérialisation dans une monographie monumentale sur l'une des villes et des ports les plus importants du pays. » — Constantin N.Velichi